# Escola sienesa

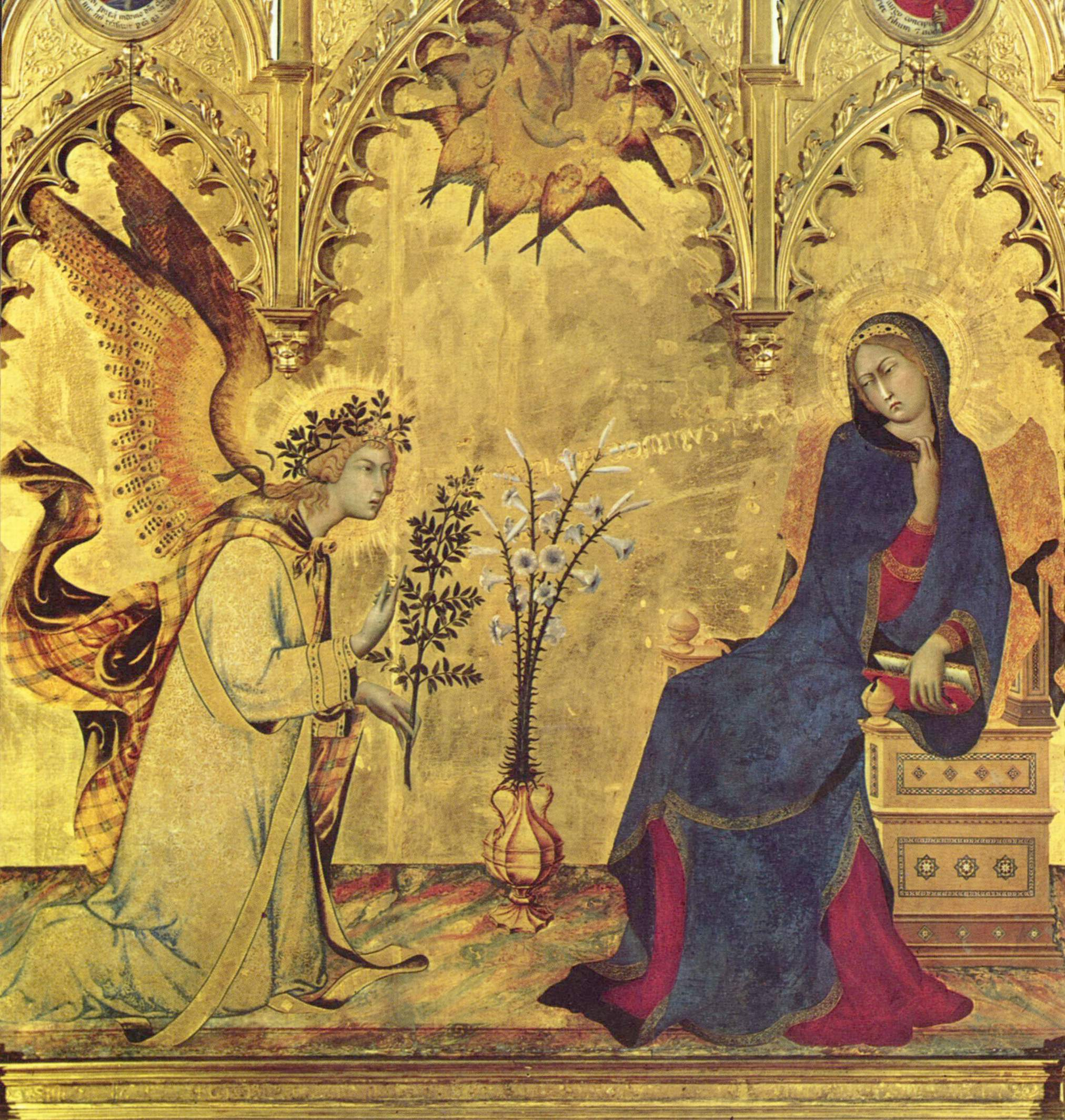
A Anunciação,
por Simone Martini, Galleria degli Uffizi, Florença

A chamada escola sienesa compreende, em sua maior parte, um grupo de pintores italianos da cidade de Siena, na época da arte italiana chamado Trecento. Diferente de Giotto e outros artistas da escola florentina, os sieneses seguiram mais a chamada maniera greca, tradição que vinha da arte bizantina.
Havia uma falta de preocupação pelos problemas técnicos ou de proporção, que se manifestou na estilização das figuras, bem como no uso de fundos ornamentais dourados, produzindo uma grande expressividade lírica, junto com um profundo misticismo.
A cidade de Siena teve seu espledor máximo  no final do século XIII e primeira metade do século XIV, quando rivalizava com Florença. Siena foi sempre uma cidade gibelina, em contato tanto com a arte bizantina quanto com as artes além dos Alpes.
Os grandes pintores da Escola Sienense foram Duccio, Simone Martini, Pietro Lorenzetti, Ambrogio Lorenzetti, Domenico di Bartolo, Taddeo di Bartolo e Sassetta.

## Artistas
- Ambrogio Lorenzetti
- Andrea Vanni
- Arnolfo di Cambio
- Baldassare Peruzzi
- Barna da Siena
- Bartolo di Fredi
- Bartolomeo Bulgarini
- Benvenuto di Giovanni
- Bernardino Fungai
- Coppo di Marcovaldo
- Domenico Beccafumi
- Domenico di Bartolo
- Duccio di Buoninsegna
- Francesco di Giorgio
- Francesco Vanni
- Giovanni di Paolo
- Guido da Siena
- Il Sodoma (Giovanni Antonio Bazzi)
- Lippo Memmi
- Lorenzo di Pietro
- Neroccio di Bartolomeo de' Landi
- Paolo di Giovanni Fei
- Pietro Lorenzetti
- Rutilio di Lorenzo Manetti
- Sano di Pietro
- Simone Martini
- Spinello Aretino
- Sassetta (Stefano di Giovanni)
- Taddeo di Bartolo
- Lorenzo Di Pietro (Vecchietta)
- Ventura Salimbeni